# Matrimonio igualitario en Vietnam
El matrimonio igualitario en Vietnam no es legal, ya que en este país solo reconoce la unión entre un hombre y una mujer. Aunque en los últimos años, junto a otros países asiáticos como Taiwán, China, Filipinas, India y posiblemente Japón, Vietnam también se suma en proponer un proyecto de ley para legalizar dicho matrimonio. 

## Antecedentes
El gobierno de Vietnam comenzó a considerar el reconocimiento de parejas del mismo sexo en julio del 2012. Luego que el 16 de abril de dicho año, ha puesto una revisión la Ley sobre el Matrimonio y Familia, que actualmente está prohibido en este país. 
Medios locales han informado que el Ministerio de Salud, ha presentado su propuesta sobre la legalización sobre el matrimonio igualitario, afirmando que se promueve por el bienestar de la salud de la Comunidad LGBT, además de promover el respeto e igualdad de los derechos humanos. 
Este proyecto de ley ha sido recomendado por el Ministerio de Salud vietnamita, citando una investigación sobre la estigmatización en que las personas homosexuales son víctimas de acosos y discriminación, en la que pueden tener graves consecuencias para la salud.   
Por su parte el viceministo de salud, Nguyen Viet Tien, aseguró que todos tienen derecho a "vivir con lo que se tiene en realidad", esto incluye el reconocimiento de la Comunidad LGBT que existe en Vietnam actualmente.

### Avances
En agosto de 2022 el ministerio de salud de Taiwan, a través de un comunicado oficial de Gobierno, ha pedido a las instituciones de salud que dejen de tratar la homosexualidad como una enfermedad, y que por tanto no tiene "cura". Afirma el ministerio que no se permitirá las terapias de conversión y que el único tratamiento permitido es la terapia sicológica.

### Posiciones internas
Pese a que existe aún la homofobia y persecución social interna, también se podría considerar a Vietnam un país tolerante comparado con otros de la zona, o con gobiernos comunistas, esto no ha generado tanta controversias sobre todo como algunos grupos religiosos como los budistas. Una de las religiones más profesadas en el país, como también algunas minorías hindistas. [cita requerida]